# Kruzifix

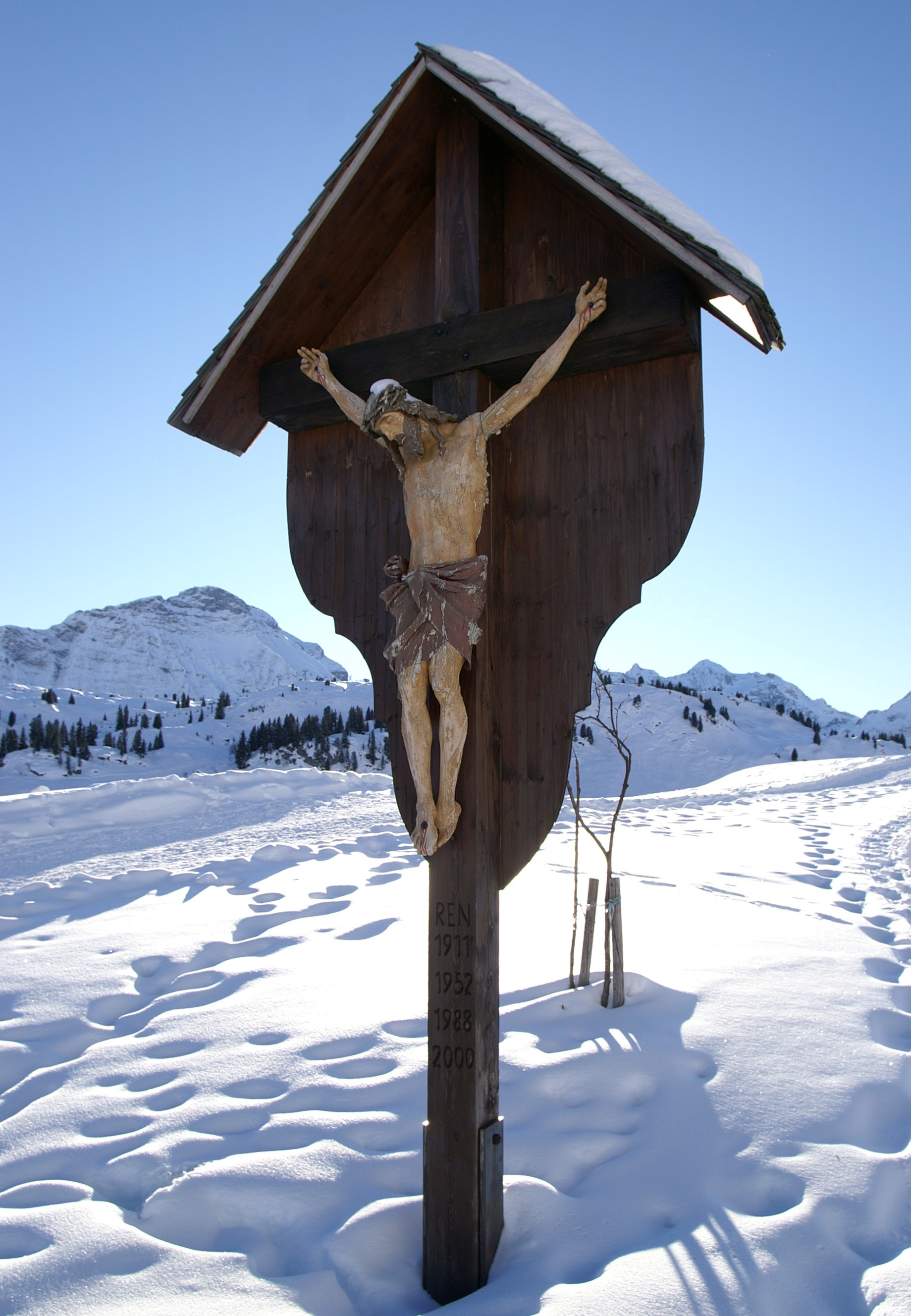
Flurkreuz am Hochtannbergpass

Das Kruzifix (aber der Kruzifixus, von lateinisch cruci fixus „ans Kreuz geheftet“) ist die Darstellung des ans Kreuz genagelten Jesus in meist plastischer Wiedergabe. Das Kreuz ist Sinnbild für das Opfer Jesu Christi, das dieser nach christlichem Glauben zur Erlösung der Menschheit gebracht hat.
Ein Kruzifix kann unterschiedliche Dimensionen haben, von 17 Meter Höhe (Triumphkreuz im Lübecker Dom) bis zu kleinen Abzeichen, Schmuckstücken, Rosenkranzanhängern und Pilgerzeichen.

## Begriffsklärung
Während die graphischen, gemalten oder reliefierten Darstellungen üblicherweise Kreuzigungen genannt werden, bezeichnet Kruzifix das Bild des Heilandes am Kreuz in Form eines einzelnen, gegenständlichen, eher mobilen Objektes, also in der Regel eine Skulptur, oder allenfalls die auf eine kreuzförmige Tafel gemalte Darstellung, wie sie in Italien üblich war, in Deutschland dagegen nur als vereinzelte Ausnahme in Zisterzienserkirchen (Loccum, Schulpforta) auftritt. Das lateinische Wort Crucifixus bezeichnet nur den für sich betrachteten Leib des Gekreuzigten (Korpus, Corpus Christi). Manchmal ist das Kreuz selbst verlorengegangen und nur der Korpus als kreuzförmige Skulptur erhalten geblieben, oder es wurde von vorneherein nur ein Corpus Christi als Kunstwerk geschaffen. Die verschiedenen Formen unfigürlicher, zeichenhafter Kreuze werden im Artikel Kreuz (Christentum) behandelt.

## Verwendung
In der römisch-katholischen Kirche, der altkatholischen Kirche, den orthodoxen Kirchen, der anglikanischen Gemeinschaft, den unierten und den lutherischen Kirchen wird das Kruzifix unter anderem als Vortragekreuz und Altarkreuz im Gottesdienst verwendet. 

„Die Juden fordern Zeichen, die Griechen suchen Weisheit. Wir dagegen verkündigen Christus als den Gekreuzigten: für Juden ein empörendes Ärgernis, für Heiden eine Torheit, für die Berufenen aber, Juden wie Griechen, Christus, Gottes Kraft und Gottes Weisheit. (1 Kor 1,23 )“

Das Gebet vor einem Kruzifix ist oftmals Teil einer Andacht oder stillen Einkehr der Gläubigen. In der heiligen Messe und bei feierlichen Gottesdiensten wie der Pontifikalvesper wird zum feierlichen Einzug und zum Auszug das Kruzifix vorangetragen, dem die Prozession als Sinnbild für das wandernde Volk Gottes folgt. Auch Prozessions- und Wallfahrtszüge folgen meist dem Vortragekreuz. Brustkreuze von Bischöfen und Äbten können als Kruzifix ausgestaltet sein. Zu einer Versehgarnitur für die Spendung der Sterbesakramente gehören gewöhnlich ein Kruzifix und ein Sterbekreuz, das dem Sterbenden in die Hand gelegt wird.
Die feierliche Kreuzverehrung ist ein zentraler Teil der katholischen Karfreitagsliturgie. Am Karfreitag und Karsamstag ist es in der katholischen Kirche vielfach üblich, statt des Allerheiligsten im Tabernakel das Kruzifix durch eine Kniebeuge zu verehren.
Als Flurkreuze dienen Kruzifixe in katholischen Gebieten außer zum stillen Verweilen auch als Wegemarkierungen. Kruzifixe werden auch oft als Schmuck getragen, beispielsweise als Anhänger von Halsketten.
In katholischen Familien ist es vielerorts üblich, Kruzifixe in den Räumen oder an hervorragender Stelle der Wohnung zusammen mit Kerzen und anderen Devotionalien anzubringen („Herrgottswinkel“). An Ostern werden die Kreuze als Hinweis auf die Auferstehung Jesu mit frischen, an Palmsonntag gesegneten Zweigen geschmückt.
In den Reformierten Kirchen findet man in der Kirche weder Kruzifixe noch Kreuze noch bildliche Darstellungen. Auch in vielen evangelischen Freikirchen (wie zum Beispiel in Pfingstkirchen) wird auf die Anbringung von Kruzifixen verzichtet. Mitglieder der gnostischen Kirchen, der Zeugen Jehovas und der Christadelphians lehnen die Verwendung von Kreuzen ebenfalls ab.

## Geschichte des Kruzifixes in der Kunst
Ursprünglich standen der Kreuzesverehrung zwei Faktoren entgegen: Die Auferstehung Jesu Christi wurde in der Spätantike als der alleinige Mittelpunkt des Heilsgeschehens angesehen und die Hinrichtungsart der Kreuzigung Christi galt als nicht besonders hervorhebenswert, da viele Hunderttausende so hingerichtet wurden, bzw. als schändlich.
Als ältestes monumentales Kruzifix gilt neuerdings das Enghausener Kreuz, entstanden um 890. Das ein Jahrhundert jüngere Gerokreuz zeigt mit seiner Charakterisierung des leidenden, sterbenden Christus eine untypische, aber künstlerisch außerordentliche Sonderform. Bis in romanische Zeit wird Christus dagegen häufiger aufrecht, nur wenig bewegt und mit knielang herabfallendem Lendentuch bekleidet dargestellt, eher als über den Tod Triumphierender denn als Leidender. Er trug oft eine Königskrone und war durch die Hände und Füße mit vier Nägeln ans Kreuz geschlagen (Viernageltypus). Die künstlerisch herausragendsten Kruzifixe des Mittelalters waren oft Triumphkreuze, an prominenter Stelle im Chorbogen aufgehängte, monumentale Bildwerke. Mit der Gotik setzen sich die Verbildlichungen der Qualen des Gekreuzigten und seines Todes durch. Die übereinandergestellten Füße sind jetzt von einem Nagel durchbohrt (Dreinageltypus, seit etwa 1260 allgemein verbreitet). Aus dem Jahr 1149 datiert der erste Dreinagelkruzifixus auf einem Bronzetaufbecken aus Thienen, heute in Brüssel. Das nun stärker geneigte Haupt trägt häufig die Dornenkrone und der ausgezehrte Körper weist deutlicher die Wundmale auf. Diese Eigenschaften werden noch gesteigert in den expressiv gestalteten Gabelkruzifixen aus der Blütezeit der Mystik im 14. Jahrhundert, die der privaten Andacht der Gläubigen dienten. Die Kunst des Spätmittelalters betonte den physiognomischen Ausdruck der Qualen und verstärkte ihn durch die Dynamik des knitternd flatternden Lendentuchs und die schmerzlich gewundene Körperhaltung.
Die Renaissance dagegen, freilich in Italien deutlicher als in Deutschland, zeigte Jesus oft in entspannter Haltung und anmutiger Bewegung. Im Barock bekommt der leidende Körper pathetischen Ausdruck. Die Stofflichkeit von Haut und Faltenwurf, Bewegung und Körperlichkeit sind nun Gegenstand eines stärker künstlerischen als religiösen Interesses. In dieser Zeit mehren sich auch die Beispiele der für die private Andacht bestimmten kleinen Kruzifixe. Besonders mit dem Rückgang der Kirche als Hauptträgerin der Kunst lassen sich ab dem 19. Jahrhundert eine immer breitere Gestaltungsvarianz und die Rückkehr und die Vermischung vergangener Stilepochen finden.
Spätestens ab dem 20. Jahrhundert lässt sich nicht mehr von durchgängigen Leitmodellen der Kreuzigungsskulpturen sprechen. Die Persönlichkeit, die Kunstauffassung sowie die religiöse und gesellschaftliche Haltung der Künstler prägen die jeweilige Formfindung.
Früh- und hochmittelalterliche Kruzifixe

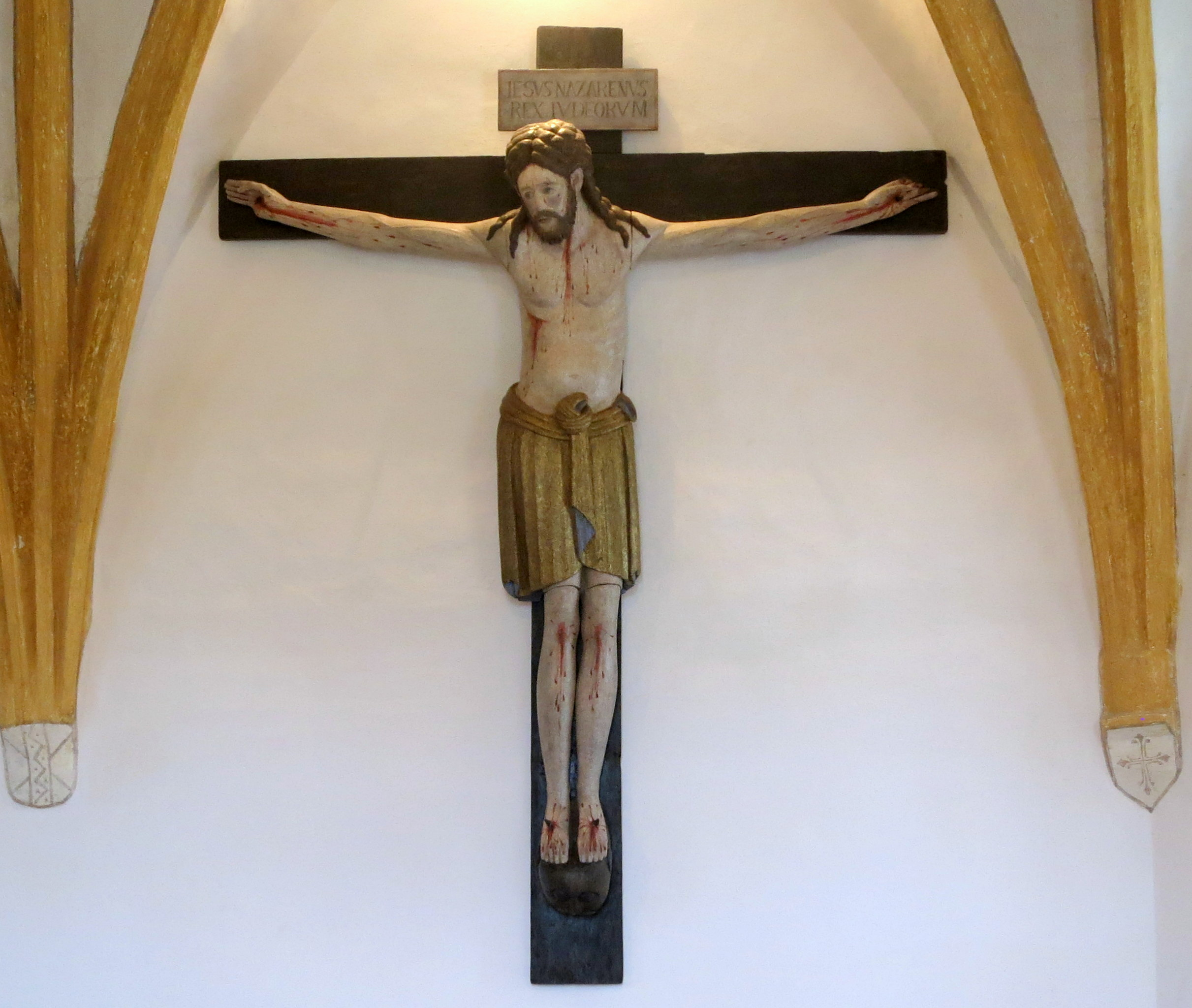
Das spätkarolingische Enghausener Kreuz, gegen 900
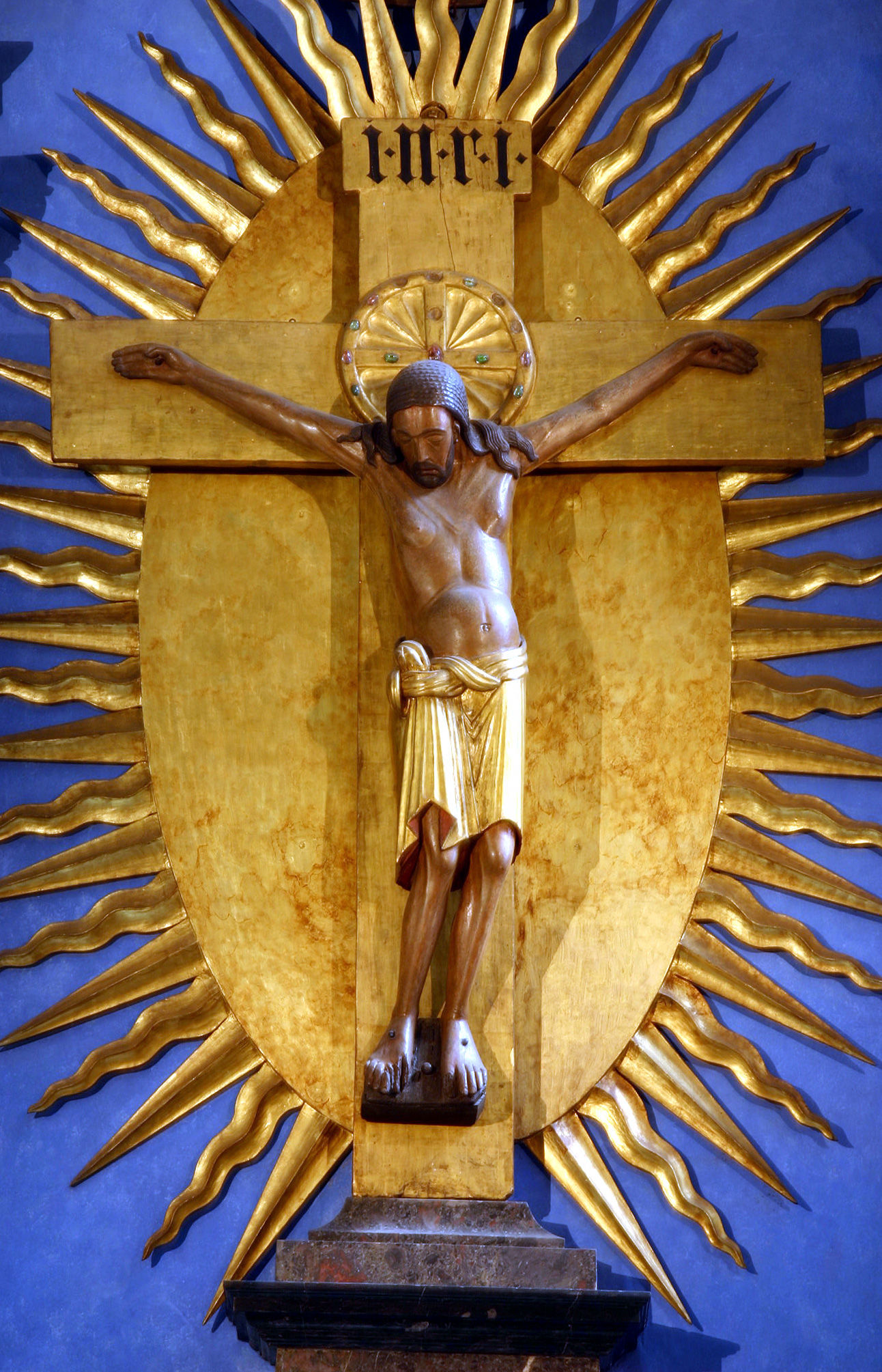
Gerokreuz im Kölner Dom, um 975
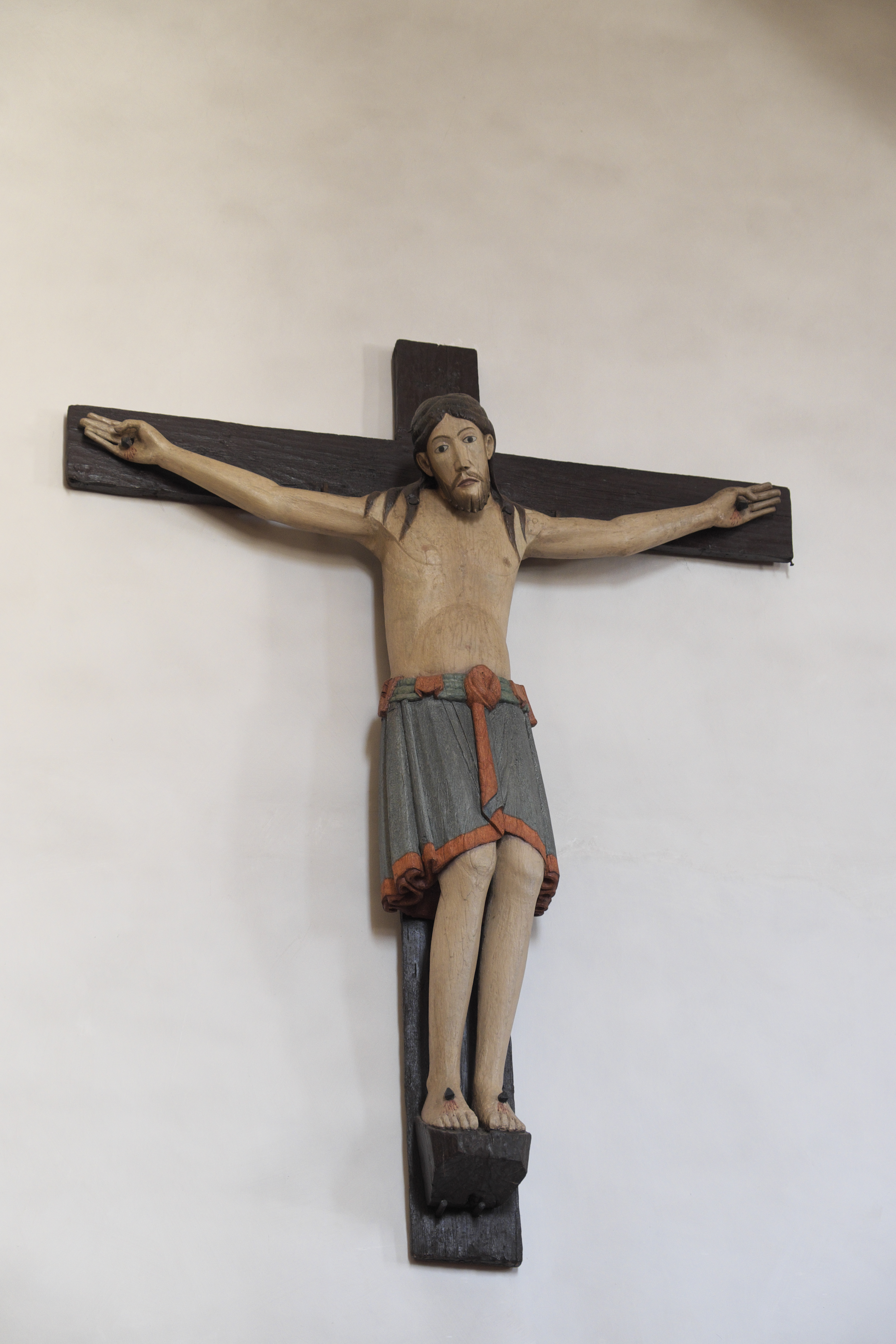
Schaftlacher Kreuz, um 1000/1020
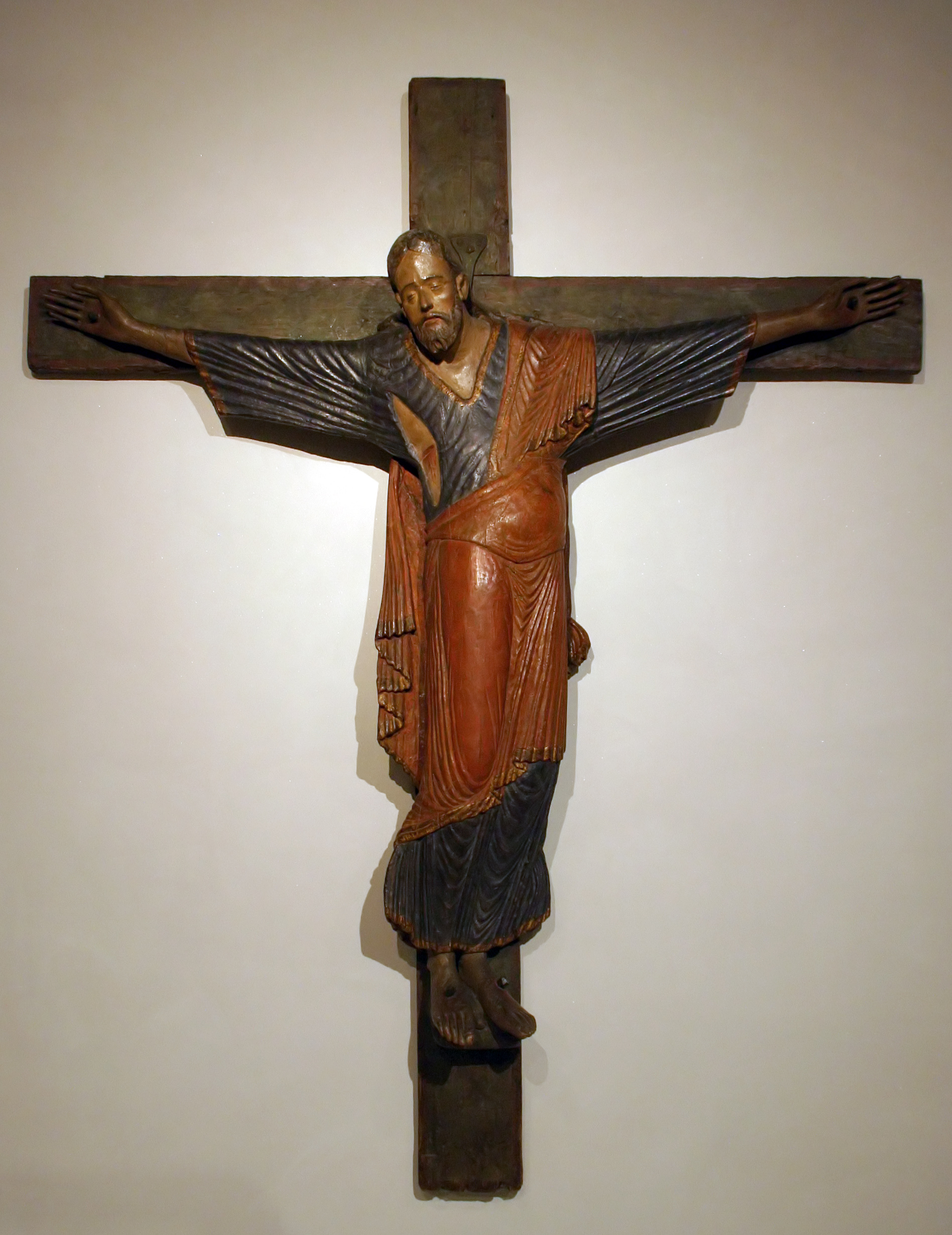
Mit Tunika bekleideter Christus am Kreuz aus Erp, Kolumba-Museum Köln, 2. Hälfte des 12. Jahrhunderts
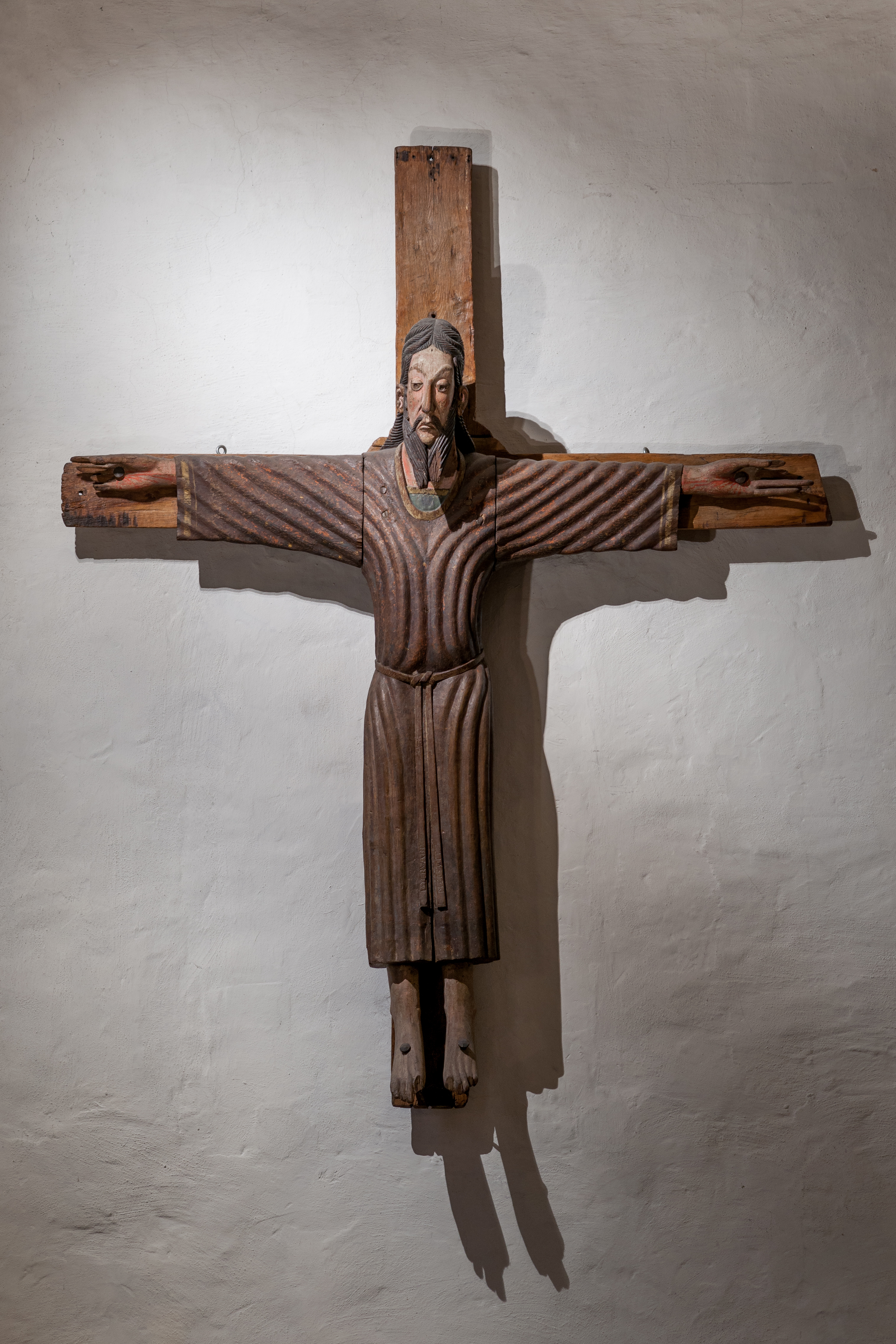
Imervard-Kreuz im Braunschweiger Dom, Ende des 12. Jahrhunderts
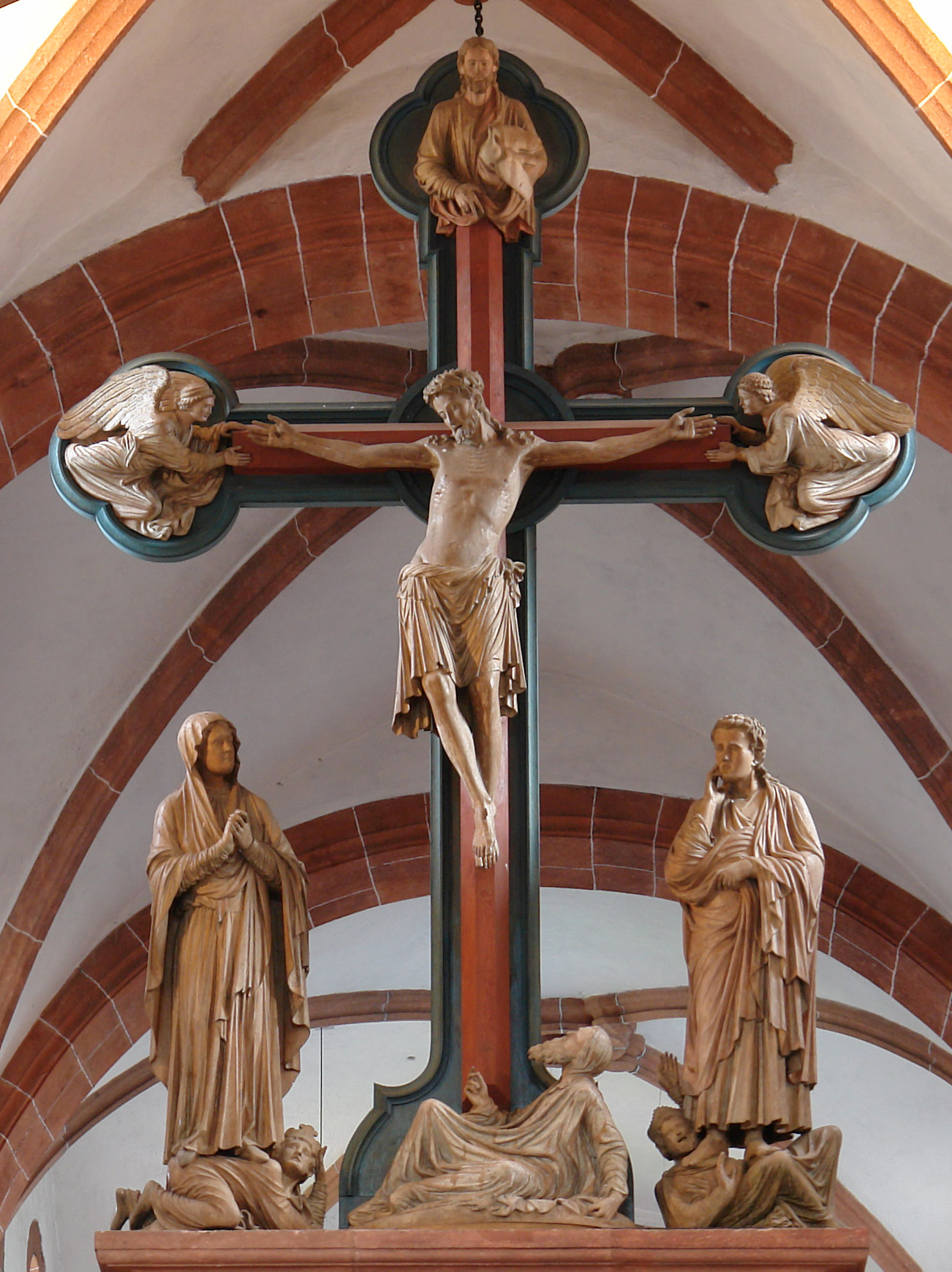
Triumphkreuz vom Lettner im Kloster Wechselburg, um 1230
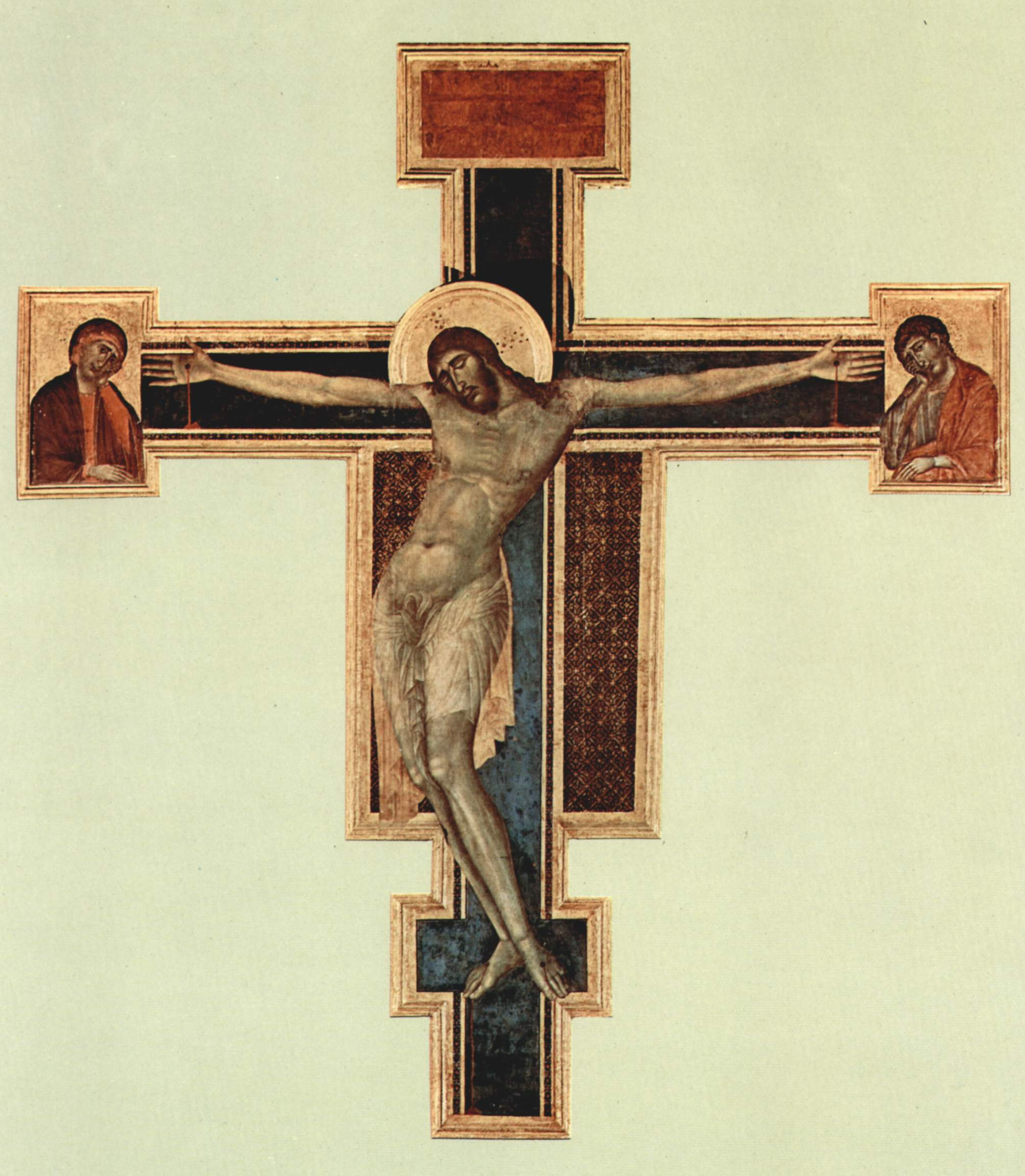
Cimabue: Kruzifix in Florenz, S. Croce, Tempera auf Holz, 1288
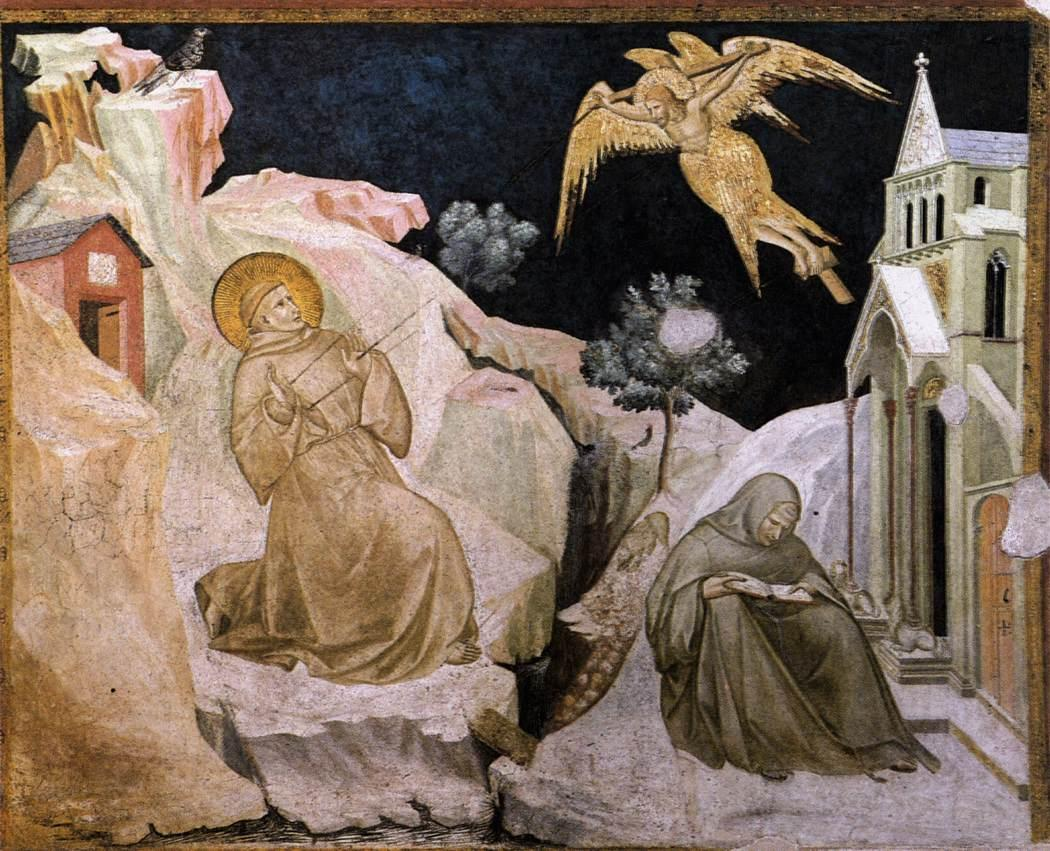
Pietro Lorenzetti: Seraphisches Kruzifix: Christus in Form eines Seraphen (Assisi, Fresco in der Unterkirche von St. Francesco, um 1320)

Gotische Kruzifixe

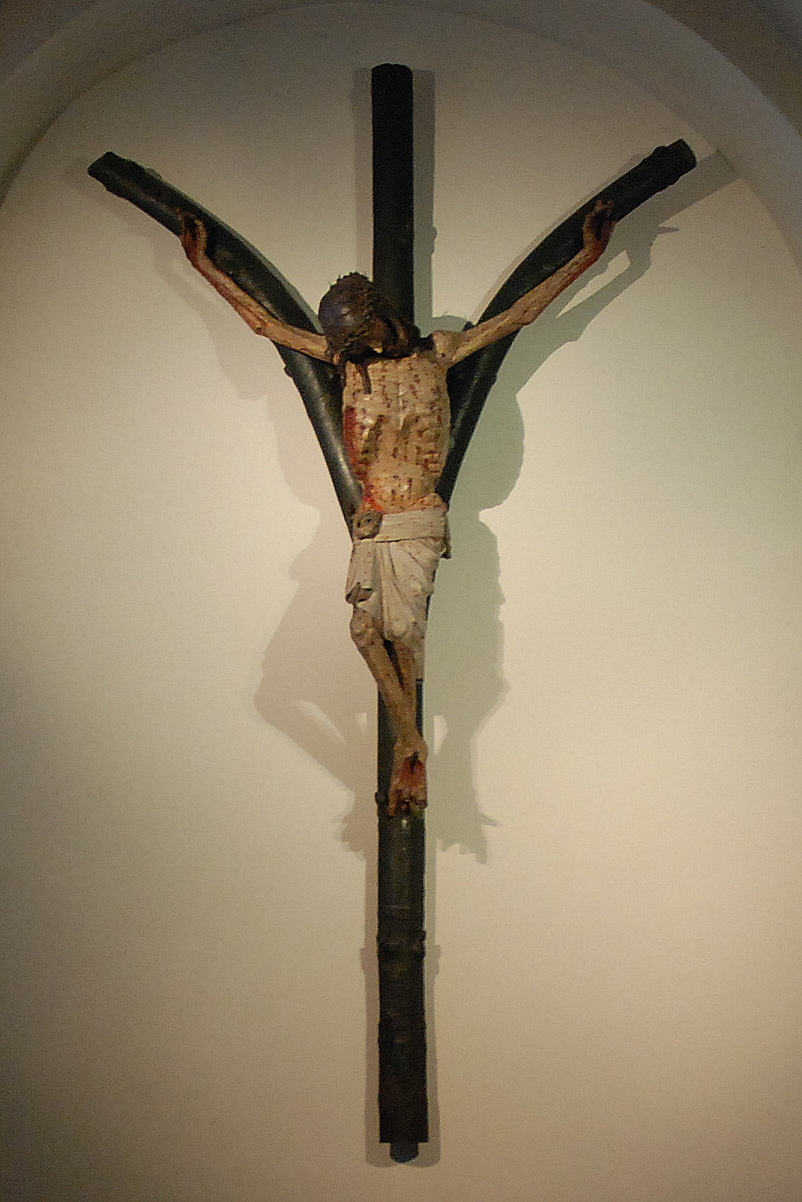
Gabelkreuz St. Maria im Kapitol, Köln, 1304
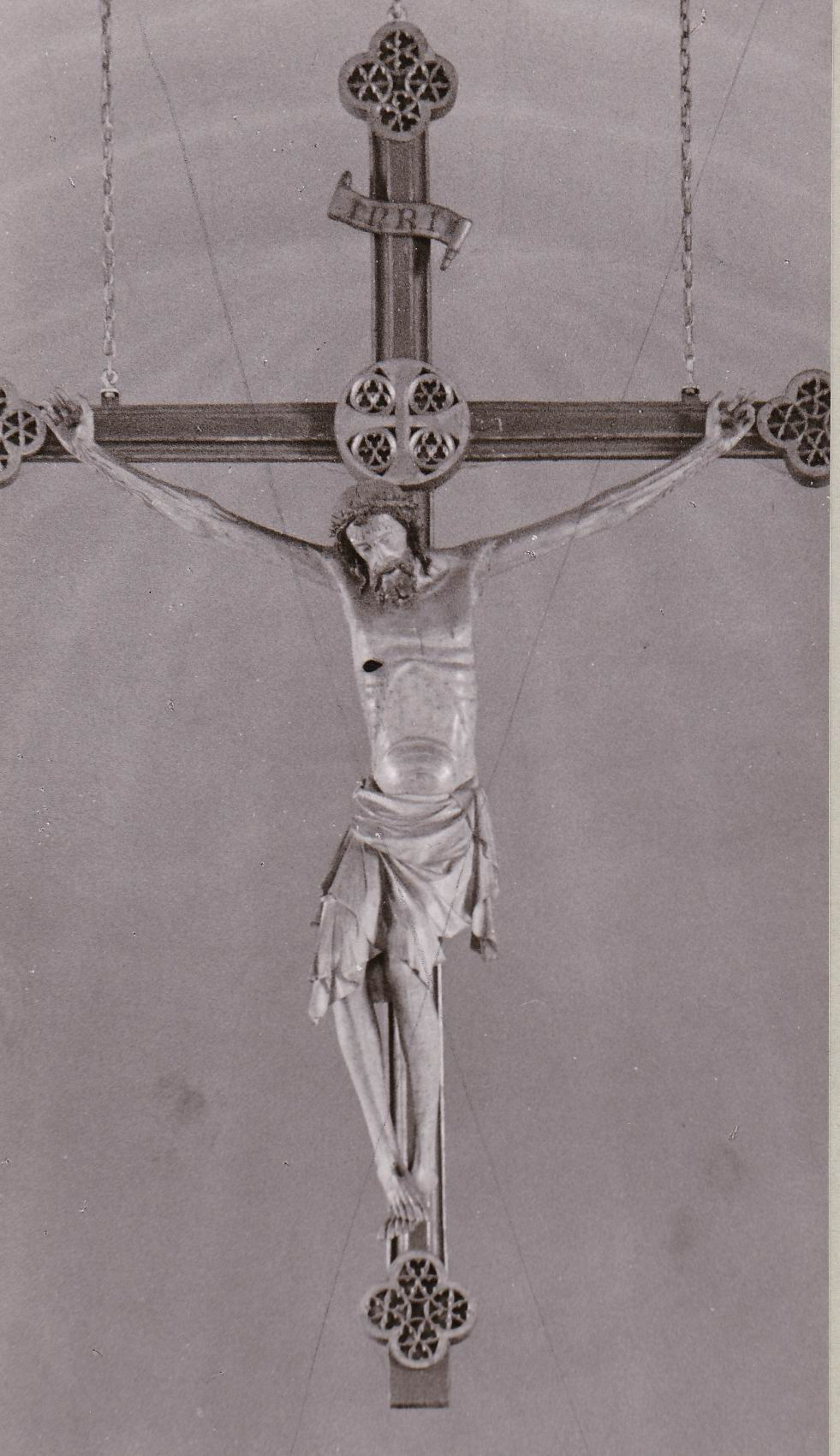
Triumphkreuz, Dinslaken, St. Vincentius, um 1310
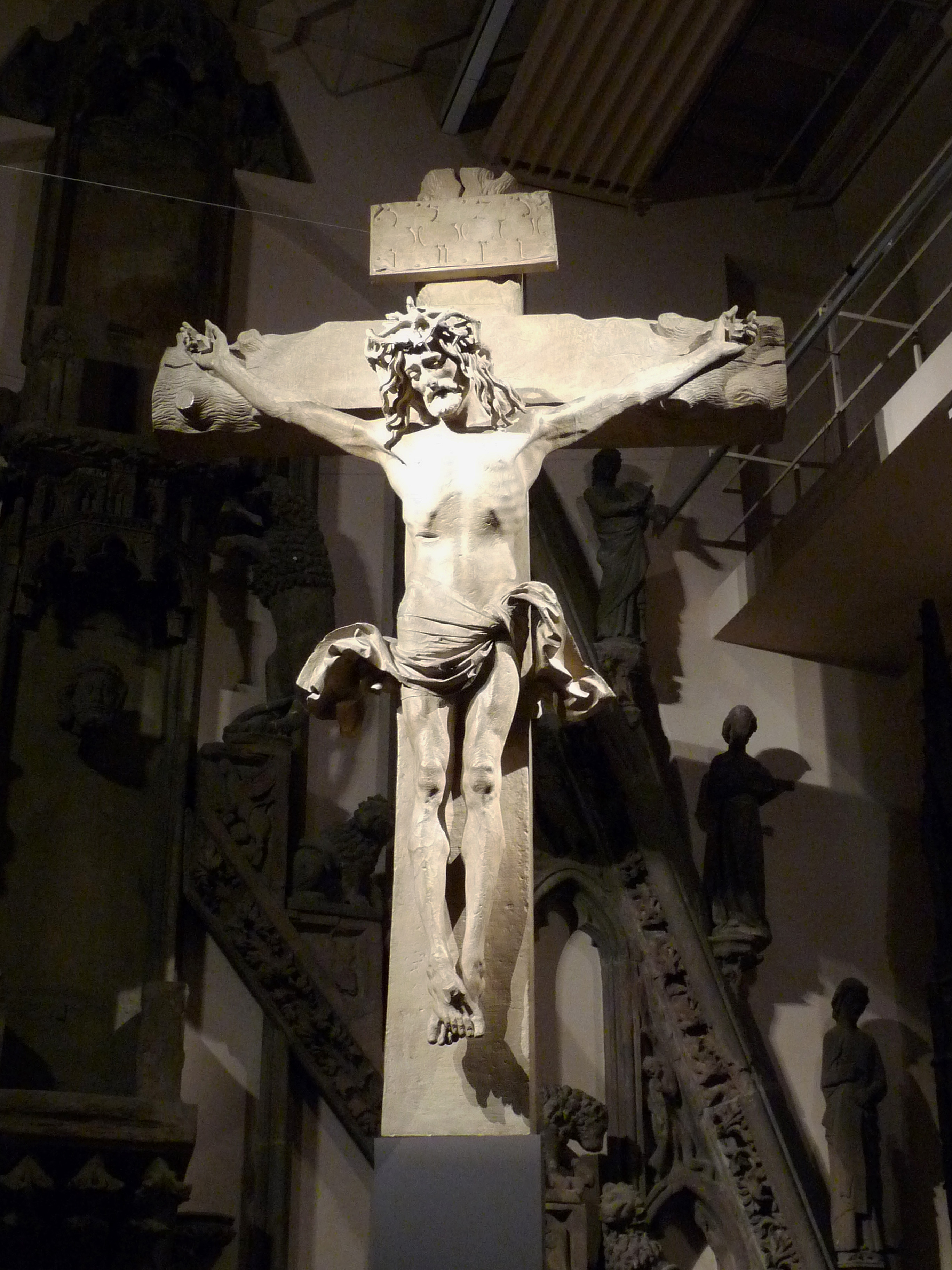
Nikolaus Gerhaert, Kreuz in Baden-Baden, 1467

Neuzeitliche Kruzifixe

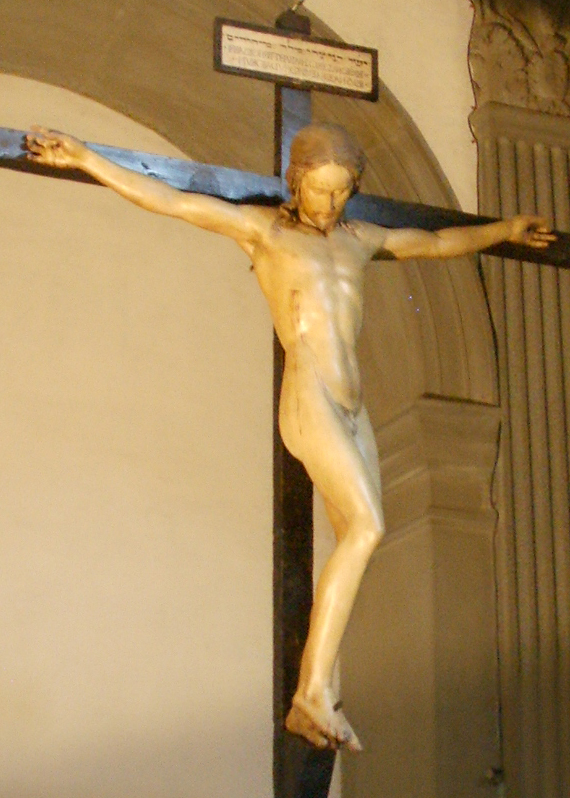
Michelangelo, Kruzifix, Holz. Florenz, S. Spirito, 1494
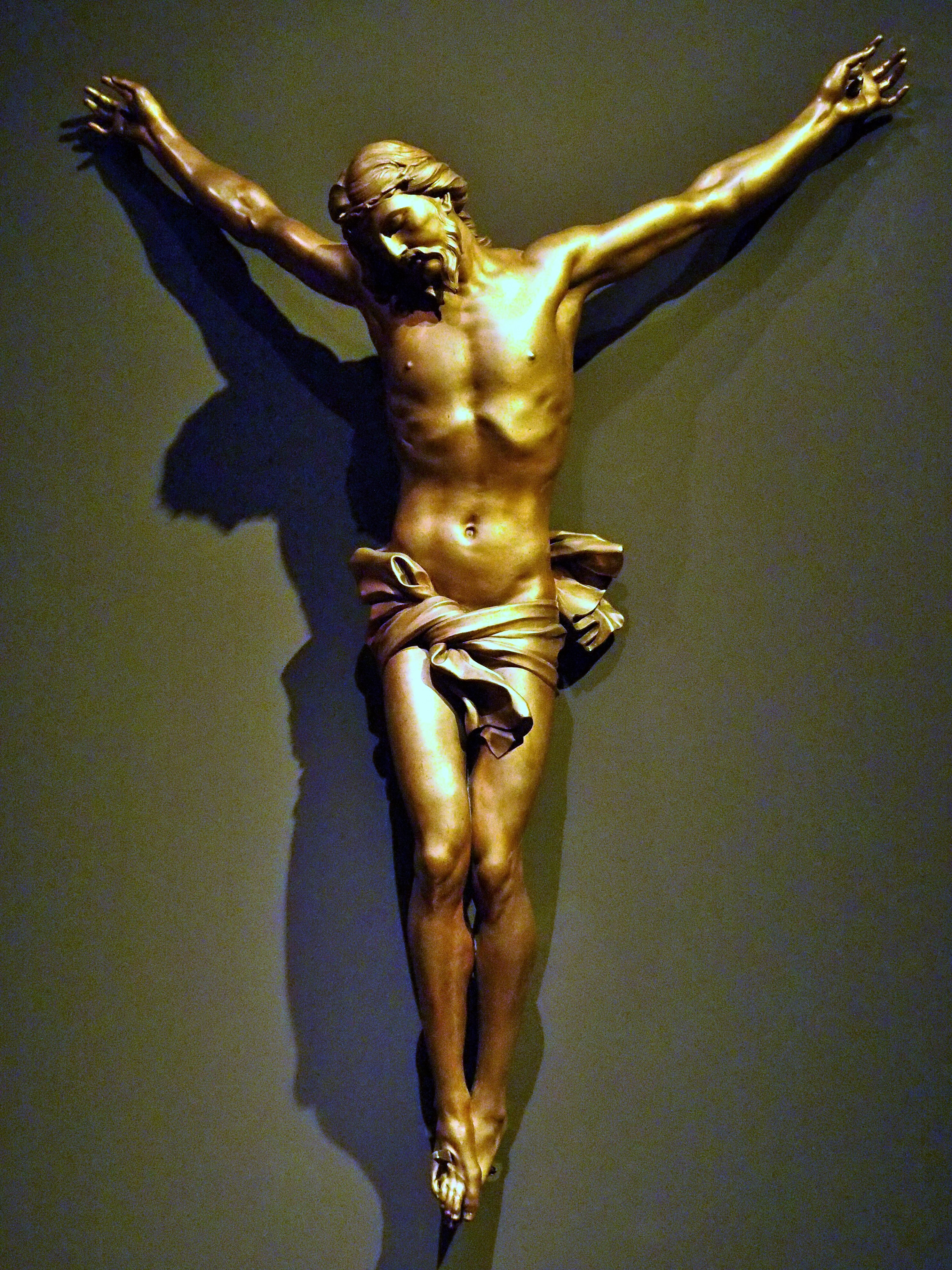
Kruzifixus von Gian Lorenzo Bernini, Escorial (Madrid), 1655
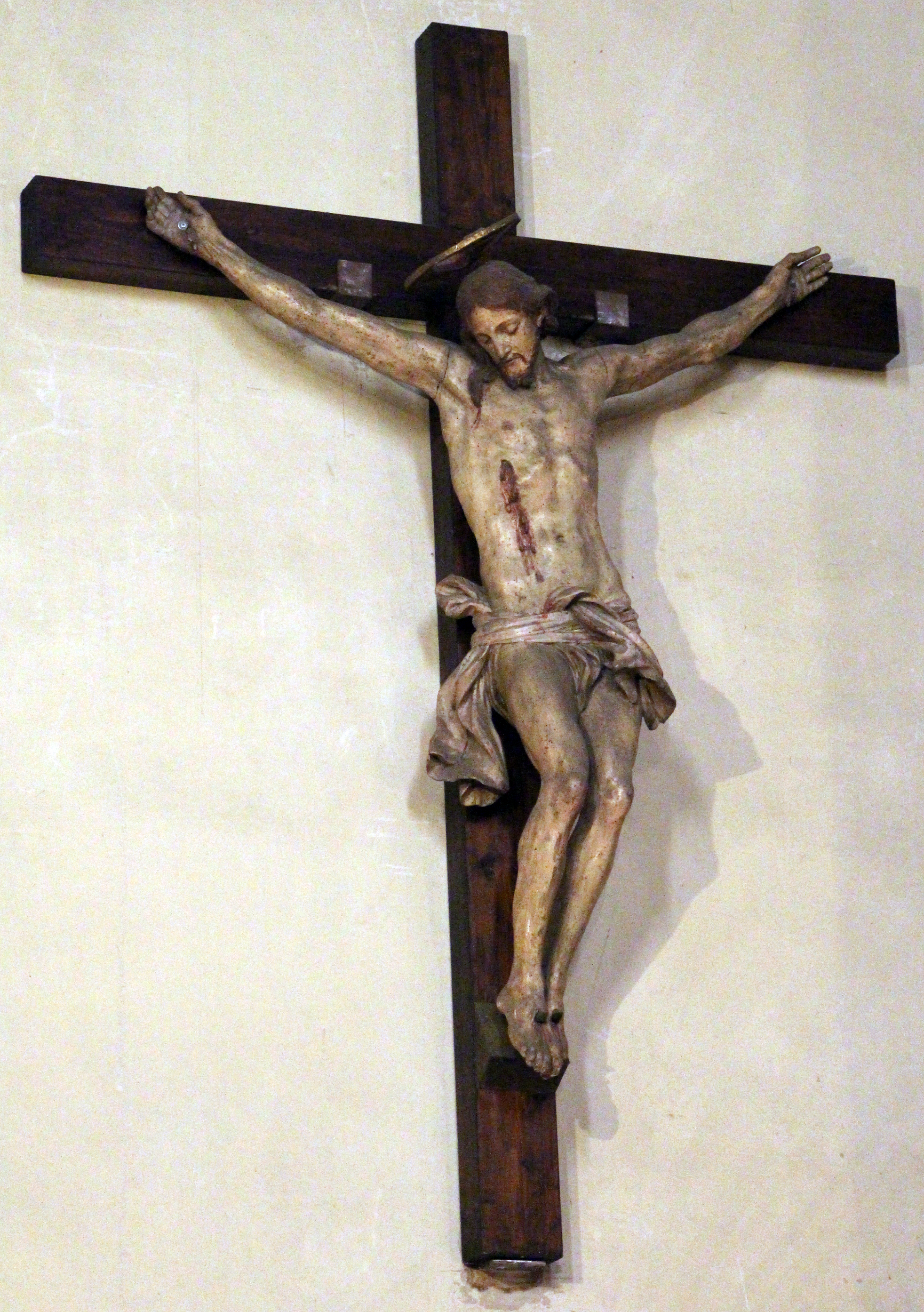
Balthasar Permoser, Kreuz, Holz, Florenz, S. Felice, 1675
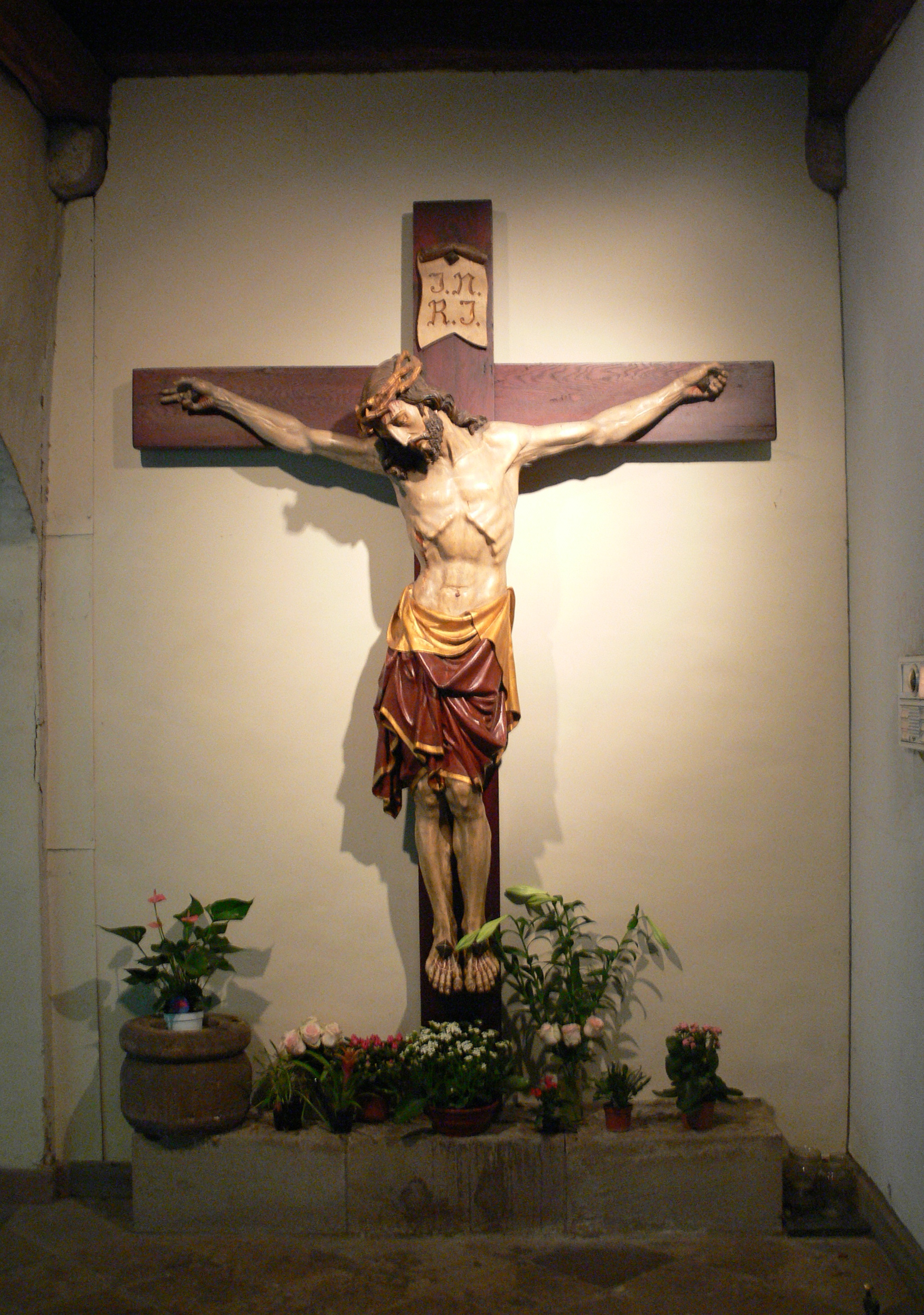
Kreuz im Essener Münster aus dem 19./20. Jahrhundert nach verschiedenen Stilvorbildern
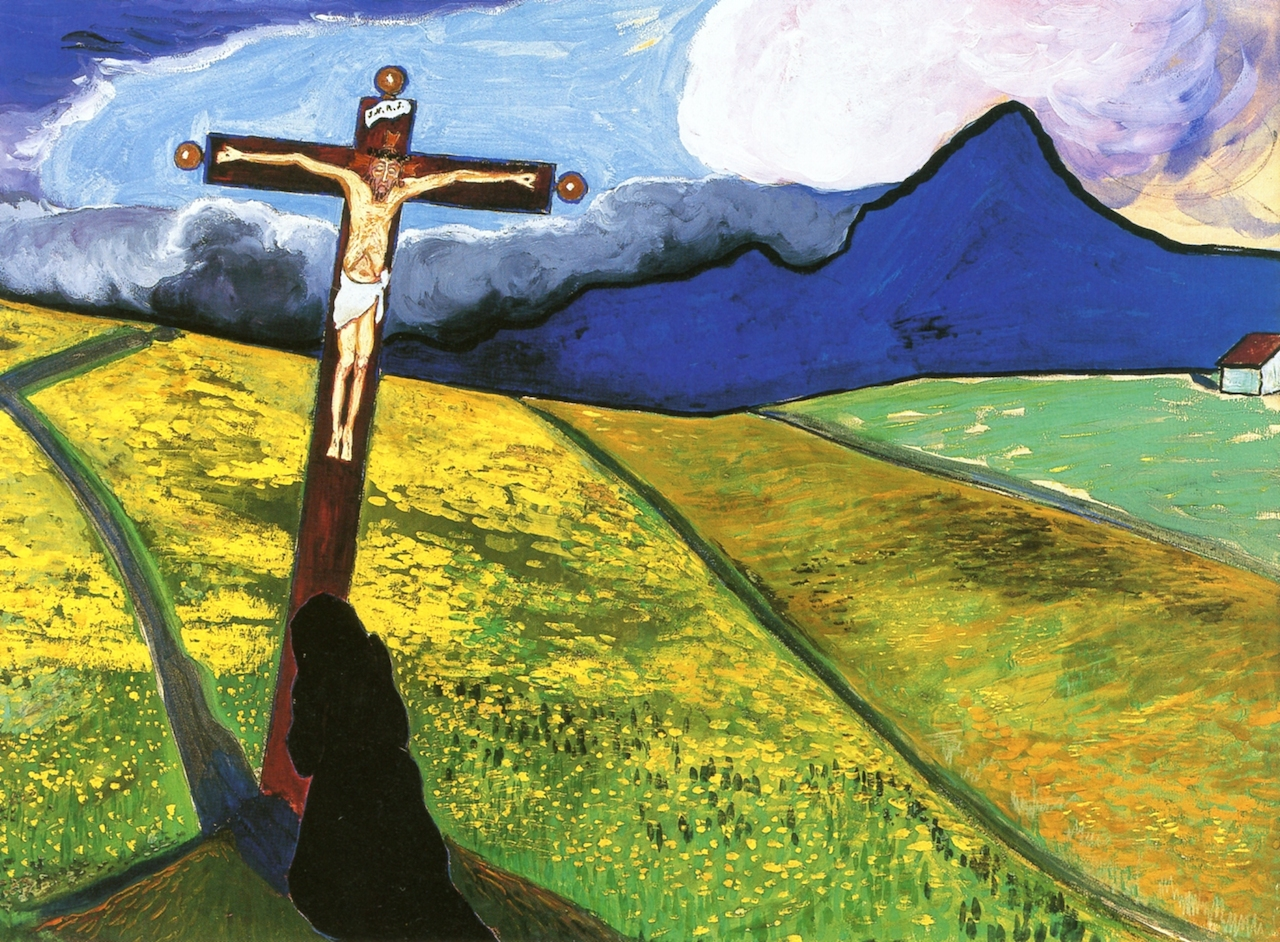
Marianne von Werefkin: Gemälde Kreuz in Landschaft, 1909

### Sonderformen
Ikonographische Sonderformen sind das Scheibenkreuz, das Gabelkreuz, das Baumkreuz, der bekleidete Christus am Kreuz (Volto Santo und Sankt Hulpe), das Arma-Christi-Kreuz mit den Leidenswerkzeugen oder das Fünfwundenkreuz mit den Kreuzeswunden Christi. Triumphkreuze sind oft von Maria (Mutter Jesu) und Johannes begleitet, spätmittelalterliche Kreuzigungsgruppen stellen dem Kruzifix meist die beiden Schächer zur Seite. Um 1340 in Deutschland erstmals belegt sind Kreuze, von denen die Christusfigur abgenommen werden konnte, um sie am Karfreitag möglichst realistisch in ein symbolisches Grab legen zu können. Diese Figuren verfügten über schwenkbare Arme mit hölzernen Gelenken. Dieserart bewegliche Christusfiguren der Zeit um 1500 sind heute noch in der Schneidhainer Kirche St. Johannes der Täufer und in der Laurentiuskirche in Neckarweihingen zu sehen.

## Museen
In zahlreichen kunst- und kulturgeschichtlichen Museen werden Kreuze heute als kunsthistorische oder religionswissenschaftliche Objekte gezeigt. Mit über 1.200 Kreuzen, Kruzifixen und anderen Passionsdarstellungen (Stand: 2024) vom 5. Jahrhundert bis zur Gegenwart besitzt das Museum Abtei Liesborn im Kreis Warendorf eine der umfangreichsten, öffentlich zugänglichen Sammlungen in Europa. Die Entwicklung dieses Darstellungstypus lässt sich dort über sämtliche kunstgeschichtlichen Epochen und zahlreiche Regionen hinweg abbilden. Das Stadtmuseum Kaufbeuren besitzt mit mehr als 300 Kreuzen die größte Sammlung in Süddeutschland.

## Kontroverse über Kruzifixe in öffentlichen Einrichtungen

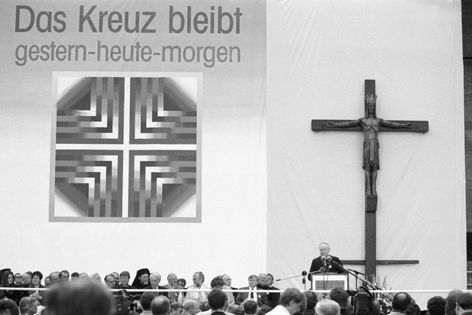
Demonstration gegen das Karlsruher Kruzifix-Urteil 1995 in München

Die Frage, ob in einem Staat in öffentlichen Einrichtungen Kruzifixe aufgestellt bzw. angebracht werden dürfen, ist umstritten. Die Frage spitzt sich im Hinblick auf Örtlichkeiten zu, die „Kruzifix-Gegner“ bzw. deren Kinder aufsuchen müssen, also etwa Gerichtssäle oder Räume in Kindergärten oder Schulen, die nicht kirchliche Einrichtungen sind.
Befürworter der Haltung, dass Kruzifixe auf Verlangen an solchen Orten abgenommen werden müssen, argumentieren mit dem Prinzip der Trennung von Staat und Kirche und dem religiösen Pluralismus in der Gesellschaft. Ihr Recht auf „negative Religionsfreiheit“ gebiete es, dass sie oder ihre Kinder nicht gegen ihren Willen mit Symbolen einer Religion, mit der sie nichts zu tun haben wollen, konfrontiert würden. Entsprechend müssten Kruzifixe an Orten, an denen sie sich aufhalten, entfernt werden.
Der Europäische Gerichtshof für Menschenrechte stellte hierzu am 18. März 2011 in einem Urteil über die Zulässigkeit von Kruzifixen in Klassenzimmern fest:

„Die Entscheidung, Kruzifixe in Klassenzimmern anzubringen, fällt […] in den Beurteilungsspielraum des Staates, zumal es in der Frage der Präsenz religiöser Symbole in staatlichen Schulen unter den Mitgliedstaaten des Europarats keine Übereinstimmung gibt.“

Die Organe der europäischen Staaten entscheiden also entsprechend ihren nationalen Traditionen, ob sie Kruzifixe in Klassenzimmern vorschreiben, erlauben oder verbieten. Gegen das Urteil des EGfM können keine Rechtsmittel eingelegt werden. Es ist bindend für alle 47 Mitgliedstaaten.

### Deutschland
Während der Zeit des Nationalsozialismus gab es in Deutschland heftige Proteste gegen Versuche des NS-Regimes, Kreuze und Kruzifixe aus öffentlichen Einrichtungen zu entfernen. Insbesondere im Oldenburger Münsterland kam es 1936 als Reaktion auf den zuvor ergangenen Kreuzerlass zum sogenannten Kreuzkampf, in dessen Verlauf der damalige Bischof von Münster, Clemens August Graf von Galen, die Gläubigen in Hirtenbriefen zum Widerstand gegen die Entfernung von Kreuzen und Kruzifixen durch die Beauftragten des Gauleiters Carl Röver aufforderte. Letztlich verblieben die christlichen Symbole im öffentlichen Raum. 1938 ließ der thüringische Gauleiter Fritz Sauckel das Kreuz auf dem Bergfried der Wartburg durch ein Hakenkreuz ersetzen. Proteste aus der Bevölkerung führten jedoch dazu, dass es bereits nach einem Monat wieder entfernt wurde und das christliche Kreuz wieder an seine Stelle kam. Ähnlich erfolgreich war 1941 der Kampf bayerischer Katholiken gegen eine Anordnung von Gauleiter Adolf Wagner, Kruzifixe aus bayerischen Klassenzimmern zu entfernen und durch „zeitgemäßen Wandschmuck“ zu ersetzen.
Die Anbringung eines Kreuzes oder Kruzifixes in den Unterrichtsräumen einer staatlichen Pflichtschule, die keine Bekenntnisschule ist, überschreitet nach einer Entscheidung des Bundesverfassungsgerichts vom 16. Mai 1995 „die Grenze religiös-weltanschaulicher Ausrichtung der Schule“. In dem Verfahren ging es um eine bayerische Verordnung, die die Anbringung eines Kruzifixes in allen staatlichen Schulen vorschrieb. Dies symbolisiere gemäß Urteil „den wesentlichen Kern der christlichen Glaubensüberzeugung, die keineswegs von allen Gesellschaftsgliedern geteilt, sondern von vielen in Ausübung ihres Grundrechts aus Art. 4 Abs. 1 GG abgelehnt“ werde. Seine Anbringung sei „daher mit Art. 4 Abs. 1 GG unvereinbar“. Im Juli 2025 untersagte der Bayerische Verwaltungsgerichtshof die Anbringung eines Kreuzes im Haupteingangsbereich eines staatlichen Gymnasiums.
Im April 2018 verfügte Markus Söder (CSU) in einer seiner ersten Amtshandlungen als bayerischer Ministerpräsident, dass im Eingangsbereich eines jeden Dienstgebäudes „als Ausdruck der geschichtlichen und kulturellen Prägung Bayerns gut sichtbar ein Kreuz anzubringen“ sei. Zum 1. Juni 2018 wurde der § 28 der Allgemeinen Geschäftsordnung für die Behörden in Bayern (AGO) diesem Erlass entsprechend angepasst. Rund 1.100 Behörden sind von dieser Pflicht betroffen. Aus Anlass der Anbringung eines Kreuzes im Foyer der Münchner Staatskanzlei sagte Söder, das Kreuz sei „nicht ein Zeichen einer Religion“, sondern ein „Bekenntnis zur Identität und kulturellen Prägung Bayerns“. Dies wurde von Vertretern der Kirchen als „Vereinnahmung des Kreuzes“ im Vorfeld der Bayerischen Landtagswahl kritisiert und zurückgewiesen. Der Vorsitzende der Deutschen Bischofskonferenz, Kardinal Reinhard Marx, erklärte, es stehe dem Staat nicht zu, die Bedeutung des Kreuzes zu erklären. Das Kreuz sei ein „Zeichen des Widerspruchs gegen Gewalt, Ungerechtigkeit, Sünde und Tod, aber kein Zeichen gegen andere Menschen“. Die gesellschaftliche Debatte über das Kreuz bezeichnete Marx als wichtig; man müsse alle einbeziehen: Christen, Muslime, Juden und jene, die nicht an einen Gott glauben.
Die Rechtswissenschaftler Dieter Grimm und Horst Dreier hielten die angekündigte Verordnung der bayerischen Staatsregierung für verfassungswidrig. Im Grundrechte-Report wurde die Verordnung als Verstoß gegen das objektive Verfassungsgebot der weltanschaulichen Neutralität und der Verletzung der negativen Religionsfreiheit bewertet. Sowohl Behördenmitarbeiter als auch Bürger würden im Rahmen eines Über- und Unterordnungsverhältnisses gezwungen, in Behörden ein Verwaltungsverfahren „unter dem Kreuz“ zu führen. Dem Staat sei jedoch eine Identifikation mit einem bestimmten Glauben untersagt.
Am 5. Oktober 2018 reichten der Bund für Geistesfreiheit und 25 Unternehmer, Politiker und Künstler, darunter Konstantin Wecker, Klage gegen die Verordnung ein. Am 27. Mai 2020 entschied das Verwaltungsgericht München, dass die Aufhebung des § 28 AGO im Wege der Normenkontrollklage zu behandeln sei und verwies den entsprechenden Teil der Klage an den Bayerischen Verwaltungsgerichtshof. Am 17. September 2020 wies das Verwaltungsgericht München die anderen Teile der Klage ab, da laut Gericht nicht hinreichend dargelegt worden sei, durch welche Kreuze die Kläger betroffen seien und es nicht hinsichtlich der Häufigkeit und Schwere der Betroffenheit differenziert worden sei. Am 25. Mai 2022 fand eine mündliche Verhandlung vor dem Bayerischen Verwaltungsgerichtshof statt; am 2. Juni 2022 wurden die Klagen abgewiesen. Die Kläger kündigten eine Revision beim Bundesverwaltungsgericht an.  Das Bundesverwaltungsgericht (BVerwG) entschied, dass das Aufhängen von Kreuzen im Eingangsbereich jeder bayerischen Behörde nicht das Neutralitätsgebot verletzt (Urteil vom 19. Dezember 2023, Az. BVerwG 10 C 3.22 und 10 C 5.22). Teilweise scheiterten die Klagen, welche sich sowohl gegen Normen als solche als auch deren Umsetzung durch das Aufhängen der Kreuze richteten, bereits auf der Ebene der Zulässigkeit.

### Österreich
In Österreich müssen von Rechts wegen (§ 2b Absatz 1 Religionsunterrichtsgesetz BGBl. Nr. 190/1949 sowie zahlreiche ähnliche Bestimmungen auf Landesebene) Kreuze in Klassenzimmern angebracht werden, sofern die Mehrheit der Schüler an der betreffenden Schule einem christlichen Glaubensbekenntnis angehören. Die in Patientenzimmern der Krankenhäuser und manchmal auch auf öffentlichen Ämtern und Banken angebrachten Kreuze bzw. Kruzifixe unterliegen jedoch keiner gesetzlichen Regelung. Im Gericht kommt ein Kruzifix nebst zweier brennender Kerzen bei der Vereidigung von Zeugen zur Anwendung (§ 4 Eidgesetz StGBl. Nr. 47/1945). Wer konfessionslos ist oder einer anderen Religion angehört, muss nicht auf das Kreuz schwören, sondern kann stattdessen seinen Schwur mit einer einfachen Eidesformel leisten.

### Schweiz
Nach Ansicht des Bundesgerichts verstoßen Kruzifixe in Klassenzimmern gegen die Pflicht zur religiösen Neutralität der öffentlichen Schulen (BGE 116 Ia 252 ff.). Allerdings halten die mehrheitlich römisch-katholischen Kantone überwiegend an der Tradition fest. Das Bundesgericht hat diesbezüglich kein generelles Verbot erlassen; das Grundrecht der Gewissensfreiheit muss von Betroffenen jeweils für den spezifischen Einzelfall – gegebenenfalls erneut vor Gericht – erstritten werden. Erst dann wenden die Gerichte den bundesgerichtlichen Leit-Entscheid für den betreffenden Fall an. Zu der Frage, ob dies auch für schlichte Kreuze ohne Korpus gilt, hat sich das Bundesgericht damals nicht direkt ausgesprochen.

### Frankreich
Nachdem in Frankreich 1905 das Gesetz zur Trennung von Kirche und Staat eingeführt worden war, wurden Kruzifixe und religiöse Symbole aus öffentlichen Gebäuden wie Schulen oder Gerichten entfernt.

### Italien
Nach einer monatelangen rechtlichen Kontroverse entschied das italienische Verfassungsgericht, dass Kruzifixe in Italiens Klassenzimmern legitim seien. Zuvor ordnete ein Richter an, das Kreuz aus zwei Klassenzimmern in einer Schule im Abruzzen-Dorf Ofena zu entfernen. Damit entsprach er dem Antrag eines in Italien lebenden Muslim, der argumentierte, der Anblick der Kruzifixe sei seinen Kindern nicht zuzumuten. Das Urteil wurde jedoch später vorläufig ausgesetzt, nachdem der italienische Staat Berufung gegen das Urteil eingelegt hatte. Auch Papst Johannes Paul II. und Staatspräsident Carlo Azeglio Ciampi hatten sich in den Streit eingeschaltet und die Bedeutung des Kreuzes für Italien betont. In Italien sprach sich nach dem Kruzifixstreit eine Mehrheit von rund 80 Prozent der Bürger für religiöse Symbole in Schulen aus.
Dessen ungeachtet klagte eine Mutter gegen italienische Urteile, die im Kruzifix ein „Symbol der italienischen Geschichte und Kultur und folglich der italienischen Identität“ sahen. Sie verlangte, dass ihre Kinder, die in Abano Terme eine staatliche Schule besuchten, Unterricht in Klassenzimmern ohne religiöse Symbole erhielten. Nachdem alle italienischen Instanzen ihre Klage abgewiesen hatten, rief sie den Europäischen Gerichtshof für Menschenrechte an. Das erstinstanzliche Urteil stellte am 3. November 2009 fest, dass ein christliches Kreuz im Klassenzimmer einer Staatsschule die Religionsfreiheit der Schüler verletze. Das Symbol sei nicht mit der Europäischen Menschenrechtskonvention vereinbar. Außerdem nehme das Kreuz den Eltern die Freiheit, ihre Kinder nach ihren philosophischen Überzeugungen zu erziehen. Italien muss der Klägerin 5000 Euro Entschädigung zahlen.
Das Urteil hatte in Italien verbreitet für Überraschung und Empörung gesorgt. An vielen öffentlichen Orten wurden als Zeichen des Protests neue Kruzifixe angebracht und Kommunen vergewisserten sich, dass bereits vorhandene Kruzifixe nicht entfernt wurden.
Die italienische Regierung beantragte die Überprüfung des Urteils durch die Große Kammer des Gerichtshofs; diesem Antrag wurde stattgegeben. Am 18. März 2011 hob die Große Kammer des EGMR mit fünfzehn zu zwei Stimmen das Urteil erster Instanz auf und stellte fest, dass das Anbringen des Kruzifixes keinen Verstoß gegen die EMRK darstelle.

### USA
In den Vereinigten Staaten entschied der Oberste Gerichtshof 2005 im Urteil McCreary County v. ACLU, dass die Zurschaustellung einer Tafel mit den Zehn Geboten in Gerichtsgebäuden die religiöse Neutralitätspflicht des Staates verletzt.